# Romeo & Julia – Liebe ist alles
Romeo & Julia – Liebe ist alles ist ein Musical von den Komponisten und Textern Peter Plate und Ulf Leo Sommer. Das Musical wurde am 19. März 2023 im Berliner Theater des Westens uraufgeführt und lief bis zum 4. Januar 2024. Es erzählt die Tragödie von Romeo und Julia nach William Shakespeare.
Am 23. März, 1., 2. und 3. April 2024 wurden im Theater des Westens mit Die Amme – Haube richten, weiter geht's Previews zum Spin-Off-Musical mit Steffi Irmen als Amme aufgeführt. Im Zuge dieser Aufführungen wurde bekanntgegeben, dass Romeo & Julia ab dem 17. April 2025 in das Theater des Westens zurückkehren und die Show Die Amme einmal in der Woche dort gezeigt wird. Die zweite Spielzeit ist bis zum 31. Januar 2026 geplant.

## Handlung
Das Werk schildert die Geschichte zweier junger Liebender, die verfeindeten Familien angehören und unter unglücklichen Umständen durch Selbstmord zu Tode kommen. Diese wird mit modernen Pop-Songs und betörenden Arien sowie modernen Choreographien angereichert.

## Titelliste
| Erster Akt - Ouverture – Todesengel & Ensemble - Kein Wort tut so weh wie vorbei – Pater Lorenzo - Wir sind Verona – Mercutio, Tybalt & Ensemble mit Todesengel - Rosalinde – Romeo - Halt dich an die Reichen – Lady Capulet & Amme - Mercutios Traum – Mercutio mit Romeo & Benvolio - Der Ball – instrumental - Es lebe der Tod – Tybalt - Lass es Liebe sein – Mercutio - Das Schönste – Julia & Romeo - Dann fall ich – Julia & Romeo - Mutter Natur – Pater Lorenzo & Todesengel - Kopf sei still – Mercutio (Uraufführung 2023/24) \| Die Liebe kennt mich nicht – Mercutio (Wiederaufnahme 2025/26) - Hormone – Amme - Celebrata Culpa – Todesengel & Ensemble - Das Schönste / Wir sind Verona (Reprise) – Ensemble - Celebrata Culpa – Todesengel | Zweiter Akt - Liebe ist alles – Pater Lorenzo, Amme, Julia, Romeo & Ensemble - So kalt der Tod – Todesengel - Ich gebe dich nicht auf – Julia - Der Wolf – Pater Lorenzo - Luftschloss – Julia & Romeo - Jung sein – Amme - Herz schlag laut – Romeo & Julia mit Mercutio, Todesengel & Ensemble - Ich habe keine Angst – Julia - Es tut mir leid – Pater Lorenzo - Wie weit ist vorbei – Romeo (nur Wiederaufnahme 2025/26) - Der Krieg ist aus – Pater Lorenzo, Amme & Ensemble |

## Inszenierung
Ende September 2022 präsentierte Stage Entertainment mit Romeo & Julia – Liebe ist alles das Nachfolgemusical von Ku’damm 56 – Das Musical im Theater des Westens in Berlin. Das Musical wurde von den Komponisten und Textern Peter Plate und Ulf Leo Sommer entwickelt, die bereits Ku’damm 56 – Das Musical inszeniert haben. Die Idee entstand bereits 2014, als das Duo für eine „Romeo & Julia“-Produktion in Kiel Songs geschrieben hatten. Die Hauptrollen des Romeo und Julia wurden mit den Newcomern Paul Csitkovics und Yasmina Hempel besetzt. Nico Went wird neben der Rolle des Mercutio auch Zweitbesetzung des Romeos. Der Countertenor Nils Wanderer ist nicht nur für die Arien verantwortlich, sondern wurde auch für die Rolle des Todesengel besetzt. Die restliche Besetzung wurde Mitte Januar 2023 bekannt. Die Premiere fand am 19. März 2023 statt. Die Inszenierung wurde von einer Spielpause vom 11. September bis zum 11. November 2023 unterbrochen. Am 12. November fand die Wiederaufnahmepremiere mit zwei neuen Darstellern und einer neuen Darstellerin statt. Bereits in den Wochen vor der Spielpause (seit dem 26. August) wurde Nils Wanderer durch Sander van Wissen als Walk-In-Cover Todesengel ersetzt.
Durch das Spin-Off-Musical Die Amme wurde bekannt, dass Steffi Irmen in ihre Rolle auch bei der Wiederaufnahme von Romeo & Julia ab dem 17. April 2025 zurückkehren wird. Am 17. Februar 2025 wurden mit Celina dos Santos (bekannt als Monika bei Ku’damm 59) und Newcomer Mats Visser die beiden Hauptrollen für die Wiederaufnahme bekanntgegeben.
Aufführungen in Deutschland
| Aufführungsort   | Premiere        | Derniere                | Aufführungen    | Theater             |
| Erste Spielzeit  | Erste Spielzeit | Erste Spielzeit         | Erste Spielzeit | Erste Spielzeit     |
| ---------------- | --------------- | ----------------------- | --------------- | ------------------- |
| Berlin           | 19. März 2023   | 4. Januar 2024          | 259             | Theater des Westens |
| Zweite Spielzeit |                 |                         |                 |                     |
| Berlin           | 17. April 2025  | geplant 31. Januar 2026 |                 | Theater des Westens |

Am 8. April 2023 wurde im MDR die 45-minütige Dokumentation Romeo & Julia – Liebe ist alles: Die Entstehung eines neuen Musicals ausgestrahlt. Die Reportage blickt hinter die Kulissen des Musicals und zeigt die Entstehungsgeschicht von der Idee im Frühjahr 2022 bis zur Premiere im März 2023.

## Besetzung
Uraufführungssaison 2023/24
| Rolle                   | Darsteller               | Bemerkung                                                                        |
| Hauptdarsteller:        | Hauptdarsteller:         | Hauptdarsteller:                                                                 |
| ----------------------- | ------------------------ | -------------------------------------------------------------------------------- |
| Julia                   | Yasmina Hempel P D       |                                                                                  |
| Romeo                   | Paul Csitkovics P D      |                                                                                  |
| Mercutio                | Nico Went P D            | auch Cover Romeo                                                                 |
| Lady Capulet            | Lisa-Marie Sumner P D    |                                                                                  |
| Amme                    | Steffi Irmen P D         |                                                                                  |
| Pater Lorenzo           | Anthony Curtis Kirby P D |                                                                                  |
| Todesengel              | Nils Wanderer P          | nur bis zur Spielpause (September 2023)                                          |
| Todesengel              | Sander van Wissen        | Walk-In-Cover (seit August 2023)                                                 |
| alternierend Todesengel | Joël Zupan D             | seit Wiederaufnahme (November 2023) Hauptdarsteller; auch Cover Lady Capulet     |
| Tybalt                  | Samuel Franco P          | auch Cover Mercutio und Pater Lorenzo; nur bis zur Spielpause (September 2023)   |
| Tybalt                  | Nathan Johns D           | seit Wiederaufnahme (November 2023); auch Cover Mercutio und Pater Lorenzo       |
| Benvolio                | Edwin Parzefall P D      | auch Cover Romeo                                                                 |
| Lord Capulet            | Philipp Nowicki P        | auch Cover Pater Lorenzo und Todesengel; nur bis zur Spielpause (September 2023) |
| Lord Capulet            | Alexander Auler D        | seit Wiederaufnahme (November 2023); auch Cover Pater Lorenzo                    |
| Ensemble:               |                          |                                                                                  |
| Ensemble                | Mirjam Westhofen P D     | Cover Julia                                                                      |
| Ensemble                | Linda Rietdorff P D      | Cover Amme und Lady Capulet                                                      |
| Ensemble                | Safiyah Galvani P D      |                                                                                  |
| Ensemble                | Katriona Ramsey P        | nur bis zur Spielpause (September 2023)                                          |
| Ensemble                | Kiara Brunken D          | seit Wiederaufnahme (November 2023)                                              |
| Ensemble                | Benedetta D’Onofrio P D  |                                                                                  |
| Ensemble                | Riccardo Pastore P D     |                                                                                  |
| Ensemble                | Ilario Marco Russo P D   |                                                                                  |
| Swing                   | Monika Schweighofer      | Cover Julia                                                                      |
| Swing                   | Melanie Kastaun          | Cover Amme                                                                       |
| Swing                   | Michaela Giada Ventura   |                                                                                  |
| Swing                   | Kate Moss                | Assistant Dance Captain                                                          |
| Swing                   | Edward R. Serban         | Cover Mercutio, Tybalt und Benvolio                                              |
| Swing                   | Albert-Jan „AJ“ Kingma   | Dance Captain                                                                    |
| Swing                   | Marius Bingel            | Cover Tybalt, Lord Capulet und Benvolio                                          |
| Swing                   | Marco Fahrland-Jadue     | Cover Lord Capulet und Todesengel                                                |

Wiederaufnahme 2025/26
| Rolle            | Darsteller                     | Bemerkung                                                                               |
| Hauptdarsteller: | Hauptdarsteller:               | Hauptdarsteller:                                                                        |
| ---------------- | ------------------------------ | --------------------------------------------------------------------------------------- |
| Julia            | Celina dos Santos P            |                                                                                         |
| Romeo            | Mats Visser P                  |                                                                                         |
| Romeo            | Nico Went                      | Einspringer am 6., 8. und 9. Juli 2025; Hauptdarsteller Mercutio/Cover Romeo 2023/24    |
| Mercutio         | Nathan Johns P                 | auch Cover Romeo; Hauptdarsteller Tybalt/Cover Mercutio+Pater 2023/24                   |
| Lady Capulet     | Lisa-Marie Sumner P            | Assistant Resident Director; Hauptdarstellerin Lady 2023/24                             |
| Amme             | Steffi Irmen P                 | Hauptdarstellerin Amme 2023/24                                                          |
| Amme             | Maike Katrin Merkel            |                                                                                         |
| Pater Lorenzo    | Anthony Curtis Kirby P         | Hauptdarsteller Pater 2023/24                                                           |
| Todesengel       | Joël Zupan P                   | auch Cover Lady Capulet; (alternierender) Hauptdarsteller Todesengel/Cover Lady 2023/24 |
| Todesengel       | Marcella Rockefeller/Joël Vuik | Einspringer am 5. Juli 2025 (M.R.= Darsteller/J.V.= Gesang)                             |
| Todesengel       | Nils Wanderer                  | Einspringer am 6. Juli 2025; Hauptdarsteller Todesengel 2023                            |
| Todesengel       | Conchita Wurst                 | Gast-Darsteller für zwölf Shows im Herbst 2025                                          |
| Tybalt           | Felix Freund P                 | auch Cover Pater Lorenzo                                                                |
| Benvolio         | Dominik Räk P                  | auch Cover Todesengel                                                                   |
| Lord Capulet     | Fredy Kuttipurathu P           | auch Cover Pater Lorenzo                                                                |
| Ensemble:        |                                |                                                                                         |
| Ensemble         | Laura Schatz P                 | Cover Julia                                                                             |
| Ensemble         | Nadine Lauterbach P            | Cover Amme                                                                              |
| Ensemble         | Alessia Trombetta P            |                                                                                         |
| Ensemble         | Valentina del Regno P          |                                                                                         |
| Ensemble         | Freya Kellyman P               |                                                                                         |
| Ensemble         | Alexander Hartmann P           | Cover Romeo und Tybalt                                                                  |
| Ensemble         | Tim Taucher P                  | Cover Mercutio und Benvolio                                                             |
| Swing            | Rike Wischhöfer                | Cover Julia                                                                             |
| Swing            | Mareike Heyen                  | Cover Amme                                                                              |
| Swing            | Katrin Merkl                   | Cover Lady Capulet; Assistant Dance Captain                                             |
| Cross Swing      | Michaela Giada Ventura         | Darstellerin 2023/24                                                                    |
| Swing            | Wolfram Föppl                  | Cover Mercutio                                                                          |
| Swing            | Claudio Gottschalk-Schmitt     | Cover Benvolio und Tybalt                                                               |
| Swing            | Sander van Wissen              | Cover Todesengel und Lord Capulet; Darsteller 2023/24                                   |
| Swing            | Florian Karnatz                | Cover Lord Capulet                                                                      |
| Cross Swing      | Albert-Jan „AJ“ Kingma         | Dance Captain und Associate Choreographer; Darsteller 2023/24                           |
| Swing            | Marius Bingel                  | Einspringer von Mai bis Juli 2025, auch Cover Tybalt; Darsteller 2023/24                |

## Soundtrack
Am 10. März 2023 wurde der offizielle Soundtrack zum Musical mit 25 Titeln veröffentlicht. In der Soundtrackversion werden die Lieder Es lebe der Tod und Mutter Natur von Mercutio-Darsteller Nico Went und nicht von Tybalt (Samuel Franco) bzw. Pater Lorenzo (Anthony Curtis Kirby) gesungen.
1. Ouverture – Nils Wanderer
2. Kein Wort tut so weh wie vorbei – Anthony Curtis Kirby
3. Wir sind Verona – Nico Went, Marcella Rockefeller, Nils Wanderer & Lisa-Marie Sumner
4. Rosalinde – Paul Csitkovics
5. Halt dich an die Reichen – Lisa-Marie Sumner & Steffi Irmen
6. Mercutios Traum – Nico Went
7. Der Ball – instrumental
8. Es lebe der Tod[5] – Nico Went
9. Lass es Liebe sein – Nico Went
10. Das Schönste[10] – Yasmina Hempel & Paul Csitkovics
11. Mutter Natur – Nico Went & Nils Wanderer
12. Kopf sei still – Nico Went
13. Hormone[11] – Steffi Irmen
14. Dann fall ich[4] – Yasmina Hempel & Paul Csitkovics
15. Celebrata Culpa – Nils Wanderer
16. Liebe ist alles – Anthony Curtis Kirby, Steffi Irmen, Yasmina Hempel & Paul Csitkovics
17. Ich gebe dich nicht auf – Yasmina Hempel
18. Der Wolf – Anthony Curtis Kirby
19. Luftschloss – Yasmina Hempel & Paul Csitkovics
20. Jung sein – Steffi Irmen
21. Herz schlag laut – Paul Csitkovics, Yasmina Hempel, Nico Went & Nils Wanderer
22. Ich habe keine Angst[12] – Yasmina Hempel
23. Es tut mir leid – Anthony Curtis Kirby
24. So kalt der Tod – Nils Wanderer
25. Der Krieg ist aus – Anthony Curtis Kirby & Steffi Irmen

Zuvor wurden bereits „Das Schönste“ (2. Dezember 2022), „Es lebe der Tod“ (16. Dezember 2022), „Ich habe keine Angst“ (20. Januar 2023), „Liebe ist alles“ (3. Februar 2023) und „Kopf sei still“ (24. Februar 2023) als Singleauskopplungen und Musikvideos veröffentlicht. Titel anderer Lieder wurden vorher schon bekanntgegeben.
Am 4. August 2023 wurde die Live-Doppel-CD veröffentlicht, welche während zwei Shows am 3. Juni 2023 aufgezeichnet wurde.

## Nominierungen und Auszeichnungen
Das Musical wurde 2023 fünf Mal für den Deutschen Musical Theater Preis nominiert. Gewinnen konnte man in drei Kategorien.
| Person          | Kategorie                              | Ergebnis     |
| --------------- | -------------------------------------- | ------------ |
| Jonathan Huor   | Beste Choreografie                     | Auszeichnung |
| Tim Deiling     | Bestes Lichtdesign                     | Nominierung  |
| Florentin Adolf | Bestes Sounddesign                     | Auszeichnung |
| Steffi Irmen    | Beste Darstellerin in einer Nebenrolle | Nominierung  |
| Nico Went       | Bester Darsteller in einer Nebenrolle  | Auszeichnung |